# 雷に打たれた文具店
雷に打たれた文具店（かみなり に うたれた ぶんぐてん、朝鮮語: ピョランマジュン ムンバング、ハングル: 벼락맞은 문방구）は、トゥーニバースで放送された子ども向けテレビドラマ。シーズン1は2013年7月25日から同年10月17日まで、シーズン2は2014年7月31日から同年10月23日まで放送された。両シーズンともに全12話。

## 概要
2006年制作のエイリアン・サム（에일리언 샘）以来7年ぶりにトゥーニバースが手掛けた子ども向けのファンタジードラマである。ユ・ジニョンら4名が脚本を、キム・ヨンギ、キム・ジョンシクの2名が演出を担当した。
とある小学校の前にある文房具店に雷が落ちる。その際に超能力を帯びた文房具を偶然手にした小学生6人組が探偵となって活躍する姿が描かれている。

## 登場人物
太字で記載された登場人物は、シーズン1、2の両方に登場、斜体字で記載された登場人物はシーズン1のみ、通常字体で記載された登場人物はシーズン2のみに登場する。

### ピョラク文具店
| 俳優           | 役名           | 作品中の設定等                                              |
| キム・ギチョン | キム・ギチョン | 不愛想で無口な文具店主人。正体は未来からやってきた科学者。  |
| カン・イェビン | カン・イェビン | 6人組に超能力を与える神秘的存在。                           |
| エンシア       | サンダーキティ | 6人組に超能力を与える神秘的存在。11話で襲撃されて死亡する。 |

### 6人組
| 俳優             | 役名             | 作品中の設定等 |
| ヤン・ハニョル   | ヤン・ハニョル   | 肥満体で中身は大人っぽい。シーズン1では読心術を使えるようになる帽子、シーズン2では短時間人を笑わせたり眠らせたりするシャボン玉を持つ。                                                      |
| キム・スンチャン | キム・スンチャン | 優等生にして水泳選手でもある。シーズン1ではノックボタンを押すと大きな音が出るシャープペンシル、シーズン2では時間を止める働きを持つこまを持つ。                                              |
| チョン・インソ   | チョン・インソ   | テコンドーをはじめあらゆる武道を身に着けている。シーズン1では高速で移動できる靴、シーズン2では動物との会話ができるようになる聴診器を持つ。シーズン2で父親の仕事の都合により転校していった。 |
| チョン・ダビン   | チョン・ダビン   | 裕福な家庭の生まれで子役になる事を夢見ている。シーズン1では未来の様子を撮影できるカメラ、シーズン2では名前を3回呼ぶとその人に変身できるマントを持つ。                                       |
| カン・ハンビョル | カン・ハンビョル | 探偵になる事を夢見ていた。シーズン1では時間の流れを戻すヨーヨーを、シーズン2では映った人や物の過去の様子を映す鏡を持つ。                                                                    |
| キム・スヨン     | キム・スヨン     | ダンスが上手な転校生。透明人間になれる縄跳びを持つ。シーズン1のみ登場。 |